# Micrathyria dissocians
Micrathyria dissocians är en trollsländeart som beskrevs av Philip Powell Calvert 1906. Micrathyria dissocians ingår i släktet Micrathyria och familjen segeltrollsländor. IUCN kategoriserar arten globalt som livskraftig. Inga underarter finns listade i Catalogue of Life.